# Урі Даган
Урі Даган (івр. אורי דהן, нар. 7 грудня 1999, Хацор-ха-Гліліт) — ізраїльський футболіст, захисник клубу «Бейтар» (Єрусалим) та молодіжної збірної Ізраїлю.
Чемпіон Ізраїлю. Володар Кубка Ізраїлю.

## Клубна кар'єра
Народився 7 грудня 1999 року в місті Хацор-ха-Гліліт. Вихованець футбольної школи клубу «Хапоель» (Кір'ят-Шмона). Дорослу футбольну кар'єру розпочав 2018 року в основній команді того ж клубу, в якій провів три сезони, взявши участь у 41 матчі чемпіонату. 
Своєю грою за цю команду привернув увагу представників тренерського штабу клубу «Маккабі» (Хайфа), до складу якого приєднався 2021 року. Відіграв за хайфську команду наступний сезон своєї ігрової кар'єри.
У 2022 року уклав контракт з клубом «Бейтар» (Єрусалим), у складі якого провів наступний рік своєї кар'єри гравця. 
Протягом 2023 року знову захищав кольори клубу «Маккабі» (Хайфа).
До складу клубу «Бейтар» (Єрусалим) приєднався 2023 року. Станом на 8 липня 2025 року відіграв 47 матчів у національному чемпіонаті.

## Виступи за збірні
У 2017 року дебютував у складі юнацької збірної Ізраїлю (U-19), загалом на юнацькому рівні взяв участь у 2 іграх.
У 2020 році залучався до складу молодіжної збірної Ізраїлю. На молодіжному рівні зіграв в одному офіційному матчі.

## Титули і досягнення
- Чемпіон Ізраїлю (1):

«Маккабі» (Хайфа): 2021-2022
- Володар Кубка Ізраїлю (1):

«Бейтар» (Єрусалим): 2022-2023